# Struer
Struer es una ciudad situada en el municipio homónimo, en la región de Jutlandia Central, Dinamarca. Tiene una población estimada, a inicios de 2024, de 10 000 habitantes.
Se localiza en la parte suroeste de la bahía de Venø, en el Limfjord. Tiene el mayor puerto deportivo del fiordo, que es muy visitado por turistas principalmente durante el verano, y el segundo mayor puerto comercial, tras Aalborg. Es la sede de Bang & Olufsen, la única compañía danesa de aparatos audiovisuales.

## Historia
No se sabe con certeza el significado del nombre de la ciudad. La primera vez que se nombra es en 1552. En sus orígenes fue un lugar de paso en la ruta hacia el distrito de Thy. Desde el siglo XVII comenzó a funcionar como puerto de la ciudad de Holstebro, en el Limfjord.
A partir de 1825, con la apertura del canal de Thyborøn, que comunicó al fiordo con el Mar del Norte, Struer cobró mayor importancia y creció hasta convertirse en el segundo puerto del Limfjord, solo por detrás de Aalborg. En 1865 Struer quedó conectada por ferrocarril con Skive, y poco después se convirtió en un nudo ferroviario, al enlazarse con Holstebro y Thisted. Struer pasó a convertirse en una localidad urbana, aunque su puerto era propiedad de Holstebro.
En 1917 se le otorgó el estatus de ciudad comercial (købstad) y desde 1919 el puerto ha sido administrado de manera conjunta con Holstebro. Durante el siglo XX, Struer se convirtió en una importante ciudad industrial y comercial de la región, a la vez que creció constantemente hasta la década de 1970, cuando rebasó los 10.000 habitantes. Desde entonces el crecimiento se ha estancado. A principios del siglo XXI, en Struer continúa teniendo un peso importante el sector industrial, más que en la media de las ciudades danesas.
En 1970 Struer se convirtió en capital del municipio homónimo. Este municipio se fusionó en 2007 con Thyholm, pero conservó el nombre y su capital.